# Escolca
Escolca település Olaszországban, Szardínia régióban, Cagliari megyében. Lakosainak száma 544 fő (2023. január 1.). Escolca Gergei, Gesico, Serri, Mandas és Villanovafranca községekkel határos.

## Népesség
A település lakossága az elmúlt években az alábbi módon változott:
| Lakosok száma | 589  | 582  | 544  |
|               | 2017 | 2018 | 2023 |